# París-Roubaix 1952
La París-Roubaix 1952 fou la 50a edició de la París-Roubaix. La cursa es disputà el 13 d'abril de 1952 i fou guanyada pel belga Rik van Steenbergen, que s'imposà a l'esprint en la meta de Roubaix, per davant l'italìà Fausto Coppi.
95 ciclistes acabaren la cursa.

## Classificació final
|    | Ciclista            | Equip               | Temps      |
| -- | ------------------- | ------------------- | ---------- |
| 1  | Rik van Steenbergen | Mercier-Hutchinson  | 5h 50' 31" |
| 2  | Fausto Coppi        | Bianchi-Pirelli     | m. t.      |
| 3  | André Mahé          | Terrot-Hutchinson   | + 11"      |
| 4  | Ferdinand Kübler    | Tebag               | + 57"      |
| 5  | Jacques Dupont      | Dilecta-Wolber      | m. t.      |
| 6  | Désiré Keteleer     | Garin-Wolber        | + 1' 04"   |
| 7  | Louison Bobet       | Stella-Huret-Dunlop | + 1' 23"   |
| 8  | Robert Varnajo      | Gitane-Hutchinson   | m. t.      |
| 9  | Loretto Petrucci    | Bianchi-Pirelli     | m. t.      |
| 10 | Antonin Rolland     | Terrot-Hutchinson   | m. t.      |